# Bestoxin
Bestoxin ist ein Neurotoxin aus dem südafrikanischen Dickschwanzskorpion Parabuthus transvaalicus.

## Eigenschaften
Bestoxin ist ein Peptid und ein Toxin im Gift des südafrikanischen Dickschwanzskorpions. Daneben sind im Gift noch die Toxine Birtoxin, Dortoxin und Altitoxin vorhanden. Bestoxin besitzt drei Disulfidbrücken. Bestoxin bindet an die Bindungsstelle 4 von spannungsgesteuerten Natriumkanälen in Säugetieren und senkt ihren Schwellenwert für eine Aktivierung. Mit Birtoxin teilt es die gleichen N-terminalen 18 Aminosäuren.